# Governador Celso Ramos
Governador Celso Ramos là một đô thị thuộc bang Santa Catarina, Brasil. Đô thị này có diện tích 93 km², dân số năm 2007 là 12175 người, mật độ 130,9 người/km².